# Diversion (Deutschland)
Diversion (wörtl. „Umleitung“) ist im deutschen Jugendstrafrecht ein Mittel, den jugendlichen Straftäter um ein volles Jugendstrafverfahren „umzuleiten“ und damit insbesondere die Hauptverhandlung und eine frühzeitige Stigmatisierung als Straftäter zu vermeiden. Gemeint ist eine Umleitung um das System jugendstrafrechtlicher formeller Sozialkontrolle durch informelle Erledigung, häufig verbunden mit einer Weichenstellung vom Jugendstraf- zum Jugendhilferecht.
Darüber hinaus bezeichnet Diversion auch allgemein Ansätze, die sich um eine Reduktion strafrechtlicher Sanktionen zugunsten alternativer Reaktionen als Antwort auf Kriminalität bemühen, hierbei aber nicht so weit wie die Vertreter des kriminologischen Abolitionismus gehen wollen, die entweder das Gefängnis oder sogar allgemein das Strafrecht in Gänze abschaffen möchten.

## Gesetzliche Regelung
Gesetzlich geregelt ist das Absehen von der Verfolgung durch die Staatsanwaltschaft in § 45 JGG, die Einstellung  des Verfahrens durch das Gericht in § 47 JGG. Die §§ 45, 47 JGG ersetzen für das Jugendstrafverfahren die Vorschriften der § 153, § 153a StPO über die Einstellung des Strafverfahrens aus Gründen der Opportunität. Diese sind daher – nach h.M. – nicht nebeneinander anwendbar.

## Absehen von der Verfolgung im Ermittlungsverfahren, § 45 JGG

### Reaktionsverzicht
Bei Vergehen, bei denen die Schuld des Täters als gering anzusehen wäre und kein öffentliches Interesse an der Verfolgung besteht, kann der Staatsanwalt von der Anklage absehen und das Verfahren folgenlos einstellen (§ 45 Abs. 1 JGG). 

### Außerstrafrechtliche Reaktion
§ 45 Abs. 2 JGG enthält die Möglichkeit einer Einstellung nach vorausgegangener sozialer oder jugendhilferechtlicher Maßnahme bzw. nach gelungenem Täter-Opfer-Ausgleich.  Die Einstellung nach § 45 Abs. 2 JGG soll insbesondere bei wiederholter Deliktsbegehung erfolgen, wenn zuvor bereits nach § 45 Abs. 1 JGG eingestellt worden war, ferner bei schwereren Delikten. Die Einstellung erwächst nicht in Rechtskraft, das Verfahren kann also jederzeit wieder aufgenommen werden. 

### Informelle strafrechtliche Reaktion
Ist der Beschuldigte geständig und hält der Staatsanwalt die Erteilung einer Ermahnung, von bestimmten Weisungen nach § 10 Abs. 1 Satz 3 Nr. 4, 7 und 9 JGG oder von Auflagen durch den Jugendrichter für erforderlich, die Erhebung der Anklage aber nicht, so sieht der Staatsanwalt gem. § 45 Abs. 3 JGG von der Verfolgung ab, bei Erteilung von Weisungen oder Auflagen jedoch nur, nachdem der Jugendliche diesen nachgekommen ist. Die Einstellung erwächst in begrenzte Rechtskraft (§ 45 Abs. 3 Satz 4, § 47 Abs. 3 JGG). 

## Einstellung im Zwischen- oder Hauptverfahren, § 47 JGG
§ 47 JGG erlaubt es dem Jugendrichter, mit Zustimmung des Jugendstaatsanwalts unter im Wesentlichen denselben Bedingungen wie bei § 45 JGG, das Verfahren einzustellen, wenn bereits Anklage erhoben bzw. eine Hauptverhandlung eröffnet wurde.
Wegen derselben Tat kann nur auf Grund neuer Tatsachen oder Beweismittel von neuem Anklage erhoben werden (§ 47 Abs. 3 JGG).

## Diversionsverfahren
In den einzelnen Bundesländern gelten ergänzend Verwaltungsvorschriften zum Diversionsverfahren. Dies sind gemeinsame Anordnungen verschiedener Landesministerien.
Auf Grundlage der Berliner Diversionsrichtlinie wurde 1999 das „Berliner Büro für Diversionsberatung und -vermittlung“ gegründet, dessen Träger das SPI (Sozialpädagogisches Institut) ist. In jeder der fünf Berliner Polizeidirektionen berät ein Sozialarbeiter Jugendliche und Heranwachsende zur Schaffung von Einstellungsvoraussetzungen nach § 45 Abs. 2 JGG. Dies geschieht in enger Kooperation mit Polizei und Staatsanwaltschaft.
Beispiele:
- außergerichtlicher Tatausgleich
- Probezeit
- gemeinnützige Leistungen
- Zahlung eines Geldbetrages

## Rechtsfolgen
Es erfolgt keine Eintragung ins Strafregister, jedoch eine Eintragung in das Erziehungsregister. Der Eintrag umfasst auch die gegebenenfalls getroffene Maßnahme (§ 60 Abs. 1 Nr. 7, Abs. 2 BZRG).